# Rio Umbeluzi
O rio Umbeluzi é um curso de água que nasce perto da fronteira ocidental de Essuatíni, onde tem o nome de Mbuluzi, e corre aproximadamente de oeste para leste, atravessa a província moçambicana de Maputo para desaguar no estuário do Espírito Santo, junto à cidade de Maputo.
É a água deste rio que abastece as cidades de Maputo e Matola.